# Екотоп
Екото́п — певний комплекс екологічних факторів (повітряний, водний, температурний, мінерального живлення, температурно-радіаційний та ін.) на певній ділянці земної поверхні. Складається з кліматопа і едафотопа та / або гідротопа.

## Кліматоп
Кліматоп — сукупність фізичних умов екотопа, істотних для організмів, що населяють його

Зонування територій за типом клімату (за Леслі Холдріджем)

Спочатку «кліматоп» був визначений В. М. Сукачовим (1964) як повітряна частина біогеоценозу, що відрізняється від навколишньої атмосфери своїм газовим складом, особливо концентарією вуглекислого газу в приземному біогоризонті, кисню там же і в біогоризонтах фотосинтезу, повітряним режимом, насиченістю біолінами, зменшеною і зміненої сонячною радіацією і освітленістю, наявністю люмінесценції рослин і деяких тварин, особливим тепловим режимом і режимом вологості повітря.
На даний момент це поняття трактується ширше – як характеристика біогеоценозу, поєднання фізичних та хімічних характеристик повітряного або водного середовища, істотних для організмів, що населяють це середовище. Кліматоп задає в довгостроковому масштабі основні фізичні характеристики існування тварин і рослин, визначаючи коло організмів, які можуть існувати в даній екосистемі.

## Едафотоп
Під едафотопом, звичайно, мають на увазі ґрунт як складовий елемент екотопу.Однак, точніше, це поняття слід визначати як частину непорушного (косного) середовища, перетвореного організмами, тобто, не увесь ґрунт, а лише його частину. 
Ґрунт (едафотоп) є найважливішою складовою екосистеми: у ньому відбувається замикання циклів речовини та енергії, здійснюється переведення мертвих органічних сполук в мінеральні речовини та їх залучення в живу біомасу. Основними носіями енергії в едафотопі виступають органічні сполуки, їх лабільні та стабільні форми, вони найбільшою мірою визначають родючість ґрунтів.
Існують піщані, кам'янисті, глинисті едафотопи. З едафотопами пов'язане велике різноманіття умов місцеперебування. Плакори, складені суглинками — для них характерний спелітогенний едафотоп, що забезпечує класичне уявлення щодо даної природної зони. Для супіщаних ґрунтів характерний псаммогенний едафотоп, для кам'янистих ґрунтів — петрогенні едафотопи, для засолених — галогенний едафотоп. Природна зона характеризується мозаїчністю місцеперебувань. Але тільки один едафотоп є зональним, решта — едафічні варіанти.

## Гідротоп
Умови зволоження біогеоценозу утворюються його гідротопом (певна кількість вологи).
Вирізняють такі типи зволоження:
- атмосферне;
- сточне;
- натічне;
- ґрунтове;
- заплаве.

Основним критерієм зволоження служить значення коефіцієнта атмосферного зволоження: k = r/E, де r — опади, E — випаровування. 
Виділяють такі гідротопи (ступені зволоження):
- недостатнє зволоження (сухий гідротоп): k <1;
- нормальне зволоження (свіжий гідротоп): k=1;
- підвищене зволоження (вологий гідротоп): k>1,5;
- дуже підвищене зволоження (сирий гідротоп);
- надмірне зволоження (мокрий гідротоп).